# HMS Zulu (F18)
L'HMS Zulu va ser un destructor de classe Tribal de la Royal Navy i el segon vaixell que porta aquest nom. Construït a Glasgow per Alexander Stephen and Sons, la seva quilla es va posar el 10 d'agost de 1936, va ser avarat el 23 de setembre de 1937 i va ser posat en servei el 7 de setembre de 1938.
El Zulu va ser enfonsat per avions alemanys o italians el 14 de setembre de 1942, davant de Tobruk. Algunes fonts atribueixen als bombarders en picat Junkers Ju 87 "Stuka" del StG 3 amb el seu enfonsament, però l'oficial al comandament del vaixell va testimoniar que va ser enfonsat per una combinació de Ju 87 i Junkers Ju 88s.

## Descripció
Els destructors Tribal tenien la intenció de contrarestar els grans destructors construïts per altres nacions i millorar la potència de foc de les flotilles de destructors existents i eren significativament més grans i més armats que la classe I anterior. Els vaixells desplaçaven 1.891 tones llargues (1.921 t) amb càrrega estàndard i 2.519 tones llargues (2.559 t) amb càrrega profunda. Tenien una longitud total de 377 peus (114,9 m), una mànega de 36 peus 6 polzades (11,13 m) i un calat d'11 peus 3 polzades (3,43 m). Els destructors eren propulsats per dues turbines de vapor Parsons, cadascuna de les quals impulsava un eix de l'hèlix utilitzant vapor proporcionat per tres calderes de tres tambors Admiralty. Les turbines desenvolupaven un total de 44.000 cavalls de vapor (33.000 kW) i li donaven una velocitat màxima de 36 nusos (67 km/h; 41 mph). Durant les seves proves al mar, el Zulu va assolir els 34,9 nusos (64,6 km/h; 40,2 mph) des de 44.463 shp (33.156 kW) amb un desplaçament de 2.212 tones llargues (2.247 t). Els vaixells portaven prou fuel com per oferir-los una autonomia de 5.700 milles nàutiques (10.600 km; 6.600 milles) a 15 nusos (28 km/h; 17 mph). El complement dels vaixells estava format per 190 oficials i mariners, encara que els líders de la flotilla portaven 20 oficials i homes addicionals que consistien en el capità (D) i el seu estat major.
L'armament principal de la classe Tribal eren vuit canons Mark XII de tir ràpid (QF) de 4,7 polzades (120 mm) en quatre muntatges de dos canons superfire, un parell a davant i a darrere de la superestructura, designats "A". B', 'X' i 'Y' de davant a darrere. Els muntatges tenien una elevació màxima de 40°. Per a la defensa antiaèria (AA), portaven un muntatge quàdruple per al canó "pom-pom" QF Mk II de dues lliures i dos suports quàdruples per a les metralladores Mark III de 0,5 polzades (12,7 mm). El foc d'angle baix pels canons principals estava controlat per la torre de direcció i control (DCT) sobre el sostre del pont que alimentava les dades adquirides per ell i el telèmetre de 12 peus (3,7 m) del telèmetre/director Mk II directament darrere del DCT a un ordinador mecànic analògic, el Rellotge de control de foc Admiralty Mk I. El foc antiaeri per als canons principals va ser controlat pel telèmetre/director que enviava dades al rellotge mecànic de manteniment de l'espoleta.
Els vaixells estaven equipats amb un muntatge quàdruple sobre l'aigua per a torpedes de 21 polzades (533 mm). Els Tribals no estaven pensats com a vaixells antisubmarins, però estaven proveïts d'ASDIC, un bastidor de càrregues de profunditat i dos llançadors per a l'autodefensa, encara que els llançadors no estaven muntats a tots els vaixells. Vint càrregues de profunditat era l'assignació de temps de pau, però aquesta augmentava a 30 durant la guerra.

### Modificacions en temps de guerra
Les grans pèrdues a l'atac aeri alemany durant la campanya de Noruega van demostrar la ineficàcia de l'armament antiaeri dels Tribals i la Royal Navy va decidir el maig de 1940 substituir la montura "X" per dos canons Mark XVI de doble propòsit QF de 4 polzades (102 mm) en un muntatge de dos canons. Per controlar millor les armes, el telèmetre/director existent es va modificar per acceptar un radar d'artilleria tipus 285 a mesura que estaven disponibles. El nombre de càrregues de profunditat es va augmentar a 46 a principis de la guerra, i encara se'n van afegir més després. Per augmentar els arcs de tir dels canons antiaeris, l'embut posterior es va escurçar i el pal principal es va reduir a un pal de pal curt i es van muntar dos canons individuals de 2 lliures a les ales del pont.

## Construcció i historial de servei
Autoritzat com un dels set destructors de classe Tribal segons les estimacions navals de 1935, el Zulu va ser el segon vaixell del seu nom a servir a la Royal Navy. El vaixell va ser encarregat el 10 de març de 1936 a Alexander Stephen and Sons i va ser posat el 27 d'agost a la drassana Linthouse de la companyia. Avarat el 23 de setembre de 1937, el Zulu va ser posat en servei el 6 de setembre de 1938 per un cost de 351.135 lliures esterlines que excloïen les armes i els equips de comunicacions que serien subministrats per l'Almirallat.
Durant l'any 1940 va desenvolupar problemes de motor i va ser enviat al dic sec per a reparacions i desmagnetització. Va tornar al servei a principis de març quan va ser emprada per escortar combois al voltant de les aproximacions occidentals. El juny de 1941, va navegar cap a Falmouth per fer-hi una reparació. Després d'això, va ser destinat a la Força H a Gibraltar. El 4 d'agost de 1942, el Zulu, conjuntament amb el Sikh, el Croome i el Tetcott van atacar i enfonsar l'U-372 davant de Haifa i el comandant del Zulu, el comandant Richard Taylor White, DSO va ser esmentat als Despatxos pel seu lideratge.
El 14 de setembre el Zulu, el Sikh i el creuer lleuger Coventry van desembarcar i van cobrir l'Operació Acord, una incursió de comandos a Tobruk. El Sikh va ser colpejat i enfonsat per l'artilleria costanera italiana de 152 mm, canons alemanys de 88 mm i una bomba llançada per un Macchi C.200. Van morir 115 homes, però el Zulu va poder salvar la vida de diversos membres de la seva tripulació. Més tard el mateix dia, el Coventry va ser molt danyat pels Junkers Ju 88 del Lehrgeschwader 1. Morta a l'aigua, en flames i amb 63 morts, va ser enfonsat per trets i torpedes del Zulu. Els avions van continuar atacant el Zulu i va ser molt danyat i va quedar sense motor una hora més tard. Segons el seu comandant, l'atac va ser dut a terme per una combinació de Ju 88 i Ju 87.
El destructor de la classe Hunt tipus II, el Croome, va apropar-se per treure el personal supervivent, llevat d'un grup de remolc i el Zulu va ser remolcat per l'Hursley. A les 19:00 hores i a un centenar de milles d'Alexandria, estava clar que s'estava enfonsant i el grup de remolc es va recuperar després d'una passada d'ametrallament d'un avió enemic. Poc després, el Zulu va inclinar-se cap a estribord i es va enfonsar a la posició 32° 00′ N, 28° 56′ E / 32.000°N,28.933°E. En tots dos atacs, dotze homes van morir, vint-i-set van estar desapareguts i un va resultar ferit.